# Поливанова, Галина Анатольевна
Галина Анатольевна Поливанова (укр. Гали́на Анато́ліївна Полива́нова; 1 апреля 1929, Красное Село — 6 декабря 2020, Одесса) — советская и украинская певица (сопрано), заслуженная (1956), народная артистка УССР (1963), профессор.

## Биография
Галина Поливанова родилась 1 апреля 1929 года в Красном Селе (Ленинградская область). Мать — Антонина Ивановна Поливанова (1910—2009), младшая сестра — Ирина Анатольевна Поливанова (1942—1988). В 1953 году окончила Одесскую государственную консерваторию (класс Инны Райченко) по специальности оперный, концертный певец, преподаватель. В 1957 году на Шестом всемирном фестивале молодёжи и студентов в Москве получила премию жюри.
Дебютной для Поливановой стала партия Чио-Чио-сан в опере Дж. Пуччини «Мадам Баттерфляй». Всего в репертуаре Г. А. Поливановой примерно сорок партий. Галина Поливанова выступала на оперных сценах Киева, Москвы, Минска, Воронежа, Риги, Кишинёва, Казани, Санкт-Петербурга, неоднократно гастролировала в Албании, Афганистане, Индии, Болгарии, Польши, Германии, Испании, Норвегии, Швейцарии, Франции, Финляндии.
В ходе творческого пути Поливанова работала под руководством таких дирижёров, как Е. Светланов, В. Федосеев, Я. Вощак, И. Лацанич.
С 1966 года Поливанова некоторое время работала в Чечено-ингушской филармонии. С 1976 года и до конца жизни возглавляла кафедру сольного пения Одесской национальной музыкальной академии. В своё время певицу пригласила в консерваторию Ольга Николаевна Благовидова, которая увидела в ней музыканта, способного сохранить и развить традиции одесской вокальной школы.
За время работы Поливанова организовала более 300 благотворительных концертов. В 2009 году вышла книга — «Галина Поливанова: „Гранд-интервью“ (биография и традиции одесской вокальной школы)», авторы — кандидат искусствоведения Анна Джулай и заслуженный учитель Украины, почетный профессор Геннадий Самусев.
Среди учеников Поливановой народные артисты Украины лирико-драматическое сопрано, примадонна Татьяна Анисимова и Людмила Довгань (профессор); заслуженные артисты Украины, России, Молдавии, Беларуси: солисты Одесской оперы Татьяна Спасская, Лариса Зуенко, Наталья Шевченко, солист Одесского театра Музкомедии баритон Станислав Ковалевский, Лидия Сизенёва, драматическое сопрано Валентина Калестру, Валерий Калиниченко, Людмила Яницкая, Людмила Плотникова, Тамара Глаголева и лауреаты международных и всеукраинского конкурсов вокалистов.
Скончалась 6 декабря 2020 года после выписки из больницы, в которой проходила лечение от вызванной COVID-19 пневмонии.

## Награды и признание
- ученое звание почетного Академика в области экологии человека;
- орден «Знак Почёта» (24.11.1960);
- Народная артистка УССР (1963);
- орден «За Заслуги» III степени (1999);
- орден «княгини Ольги III степени» (2007)[5];
- орден «княгини Ольги II степени» (2010)[6];
- Юбилейная медаль «20 лет независимости Украины» (2011)[7];
- орден «княгини Ольги I степени» (2017)[8].